# Teatro Cámeri
El teatro Cameri (en hebreo  התיאטרון הקאמרי) (transliterado: HaTeatron HaKameri), establecido en Tel Aviv en 1944, es uno de los principales teatros de Israel y se encuentra en el Centro de Artes Escénicas de Tel Aviv. 

## Historia
El Cámeri, teatro municipal de Tel Aviv, presenta hasta diez nuevas obras al año, además de su repertorio de años anteriores, tiene 34.000 suscriptores y atrae a unos 900.000 espectadores al año.
En 2003, el Cámeri se trasladó a su nueva ubicación en el Centro de Artes Escénicas de Tel Aviv, junto a la Nueva Ópera Israelí, la Biblioteca Municipal y el Museo de Arte de Tel Aviv. El nuevo teatro tiene cinco auditorios: Cameri 1, el auditorio más grande, tiene 930 asientos; Cameri 2 tiene 430 asientos, los asientos de la caja negra 250, y los asientos del salón del ensayo 160.

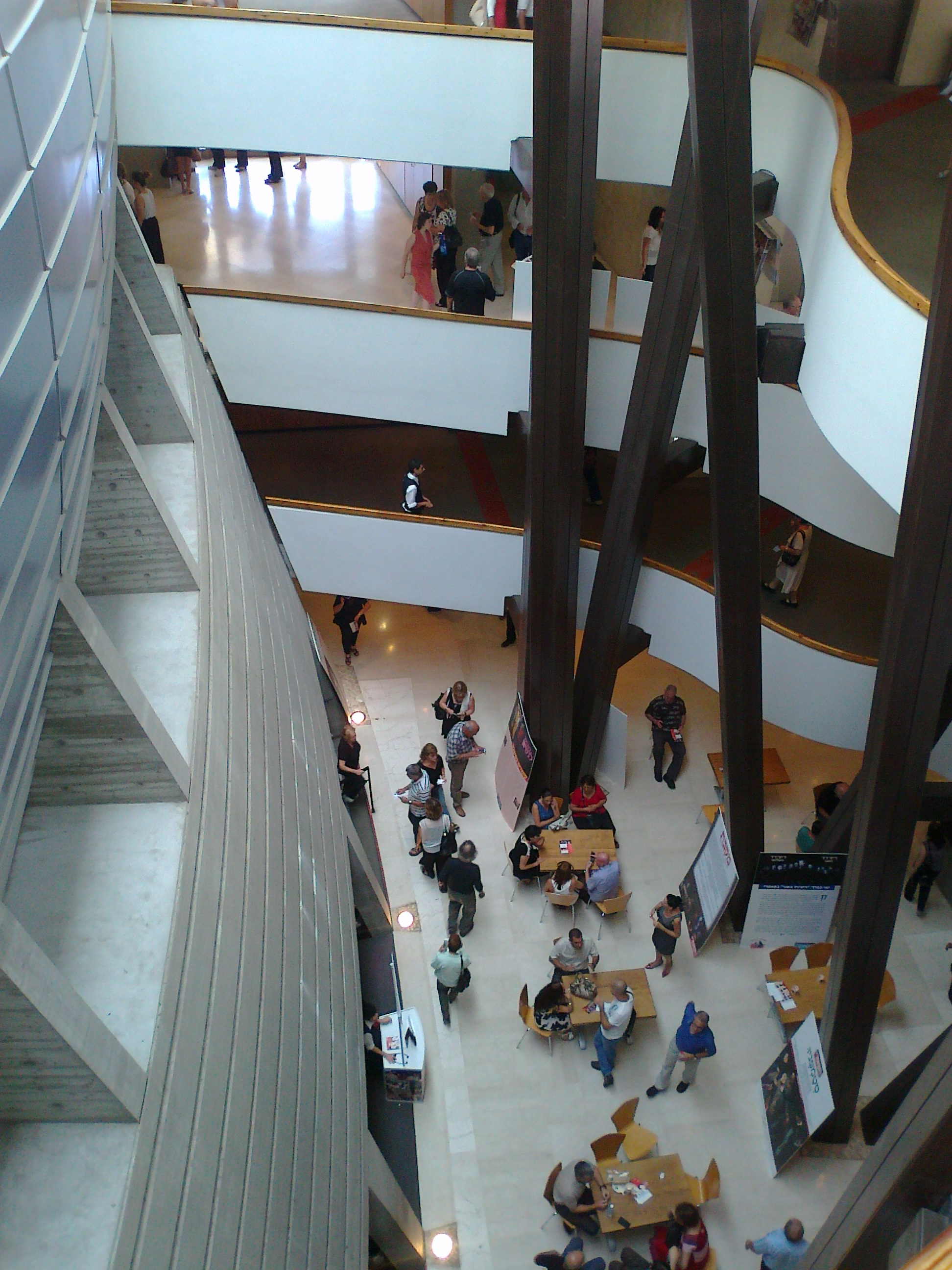
Interior del Cámeri

Los programas de acción social del Cámeri incluyen la Fundación para la Paz, que reúne a jóvenes israelíes y palestinos para ver actuaciones teatrales, y Teatro en Educación, que atrae al teatro a estudiantes de secundaria, estudiantes universitarios y personas con necesidades especiales. El Cámeri también ofrece subsidios de boletos para jubilados y interpretación simultánea de sus producciones en inglés, ruso y árabe.
El director general de Cámeri, Noam Semel, fundó el Instituto de Drama Israelí, que promueve el teatro israelí en el país y en el extranjero.

## Premios y reconocimiento
En 2005, el Cámeri ganó el Premio Israel, por sus logros y su contribución especial a la sociedad y al Estado de Israel.

## Galería

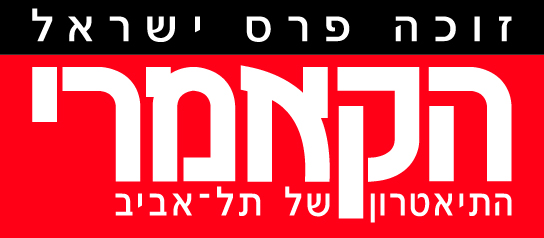
Logo del teatro
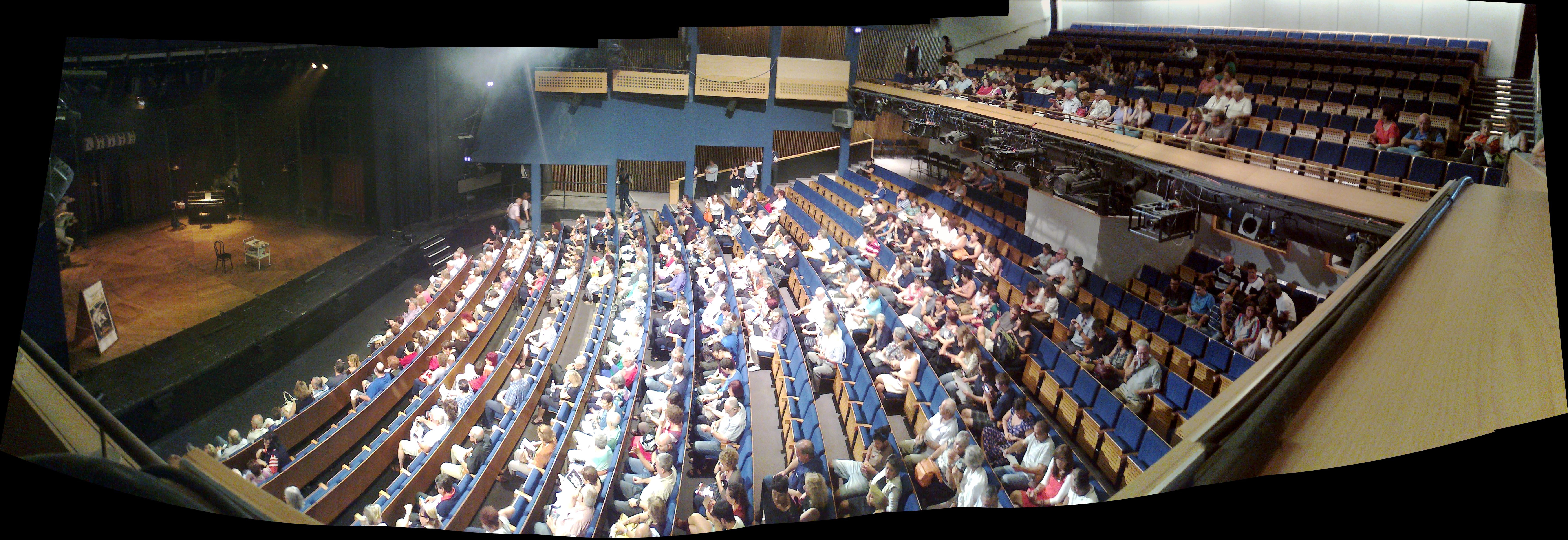
Panorámica del interior
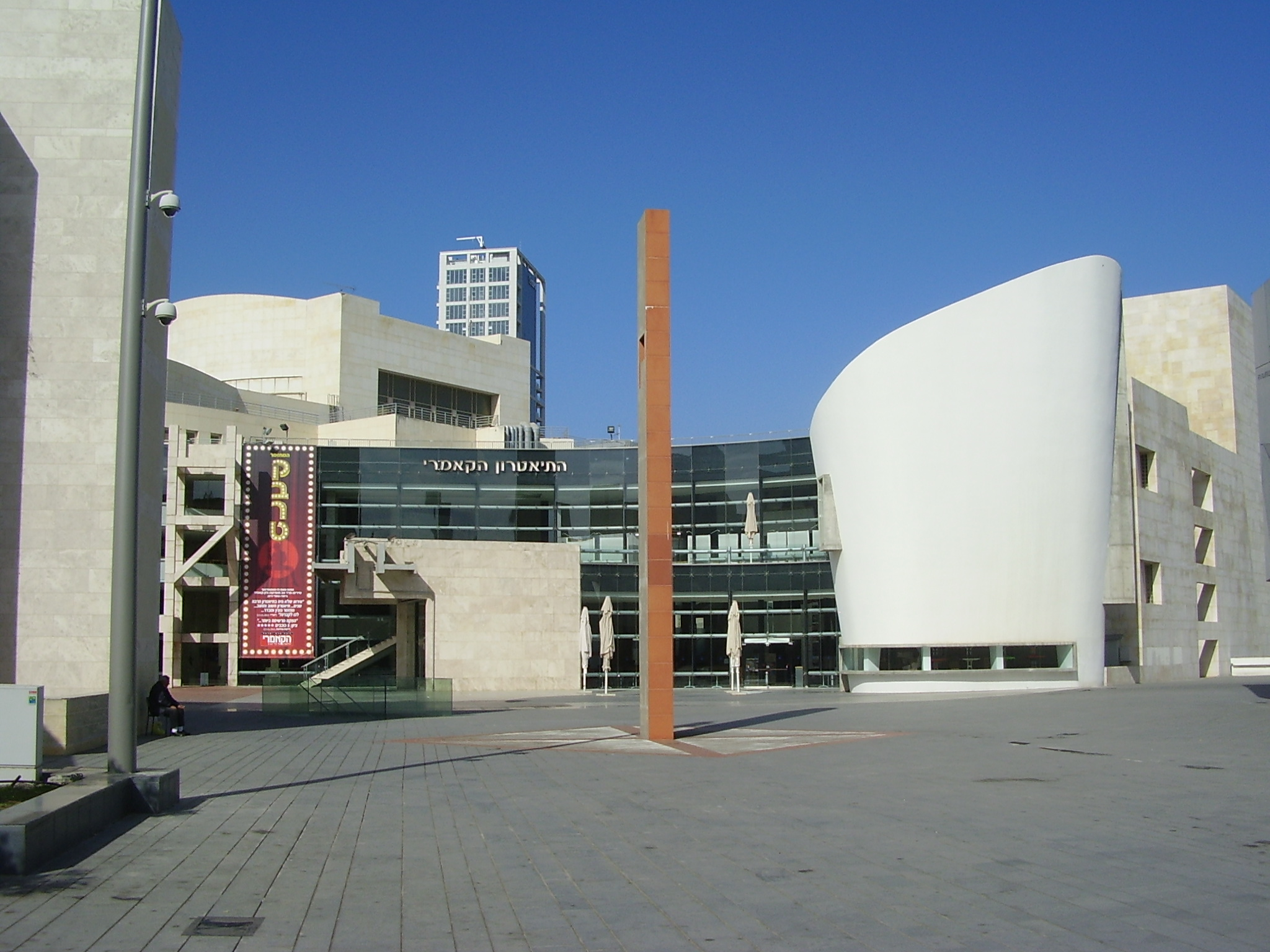
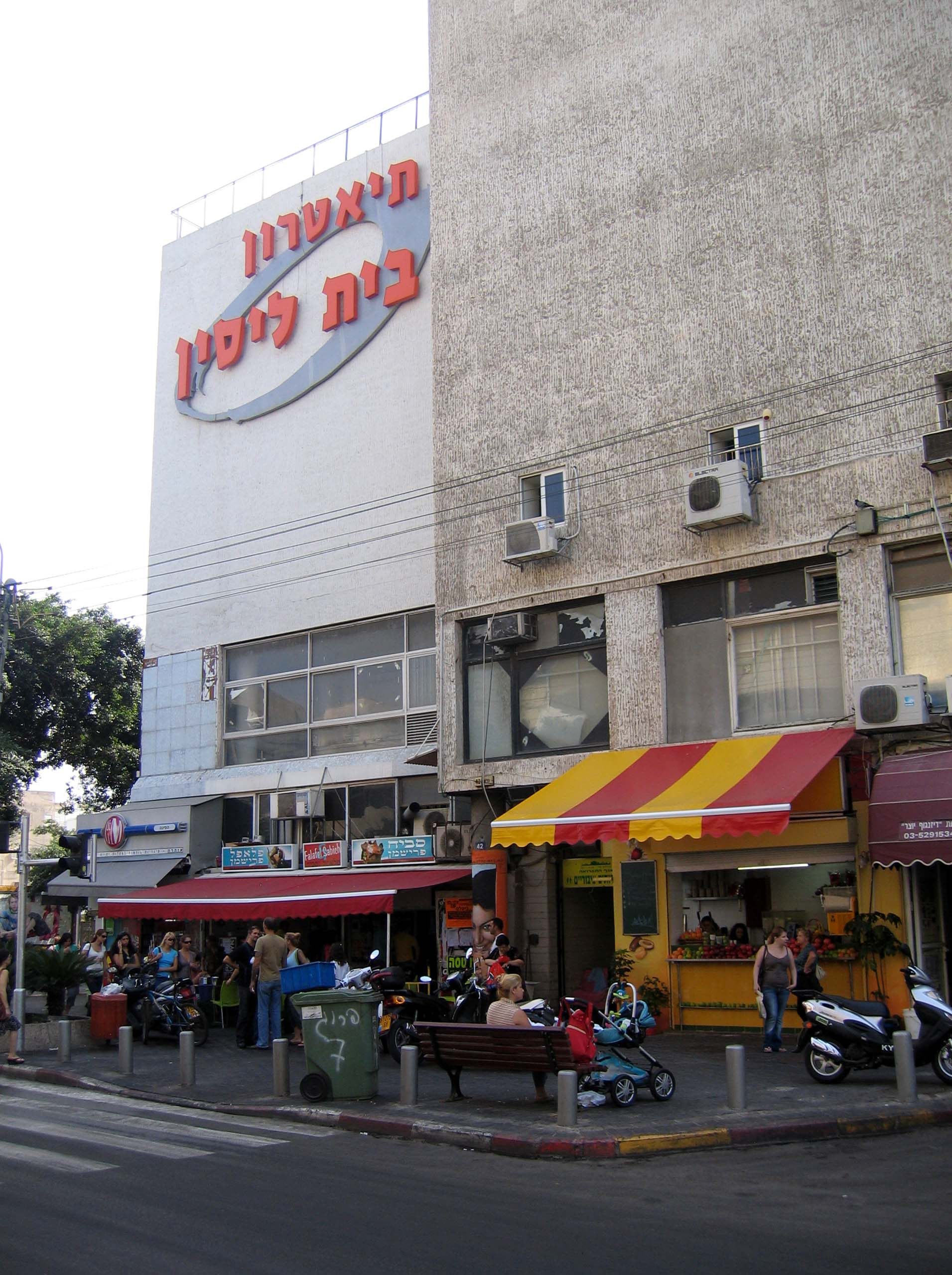
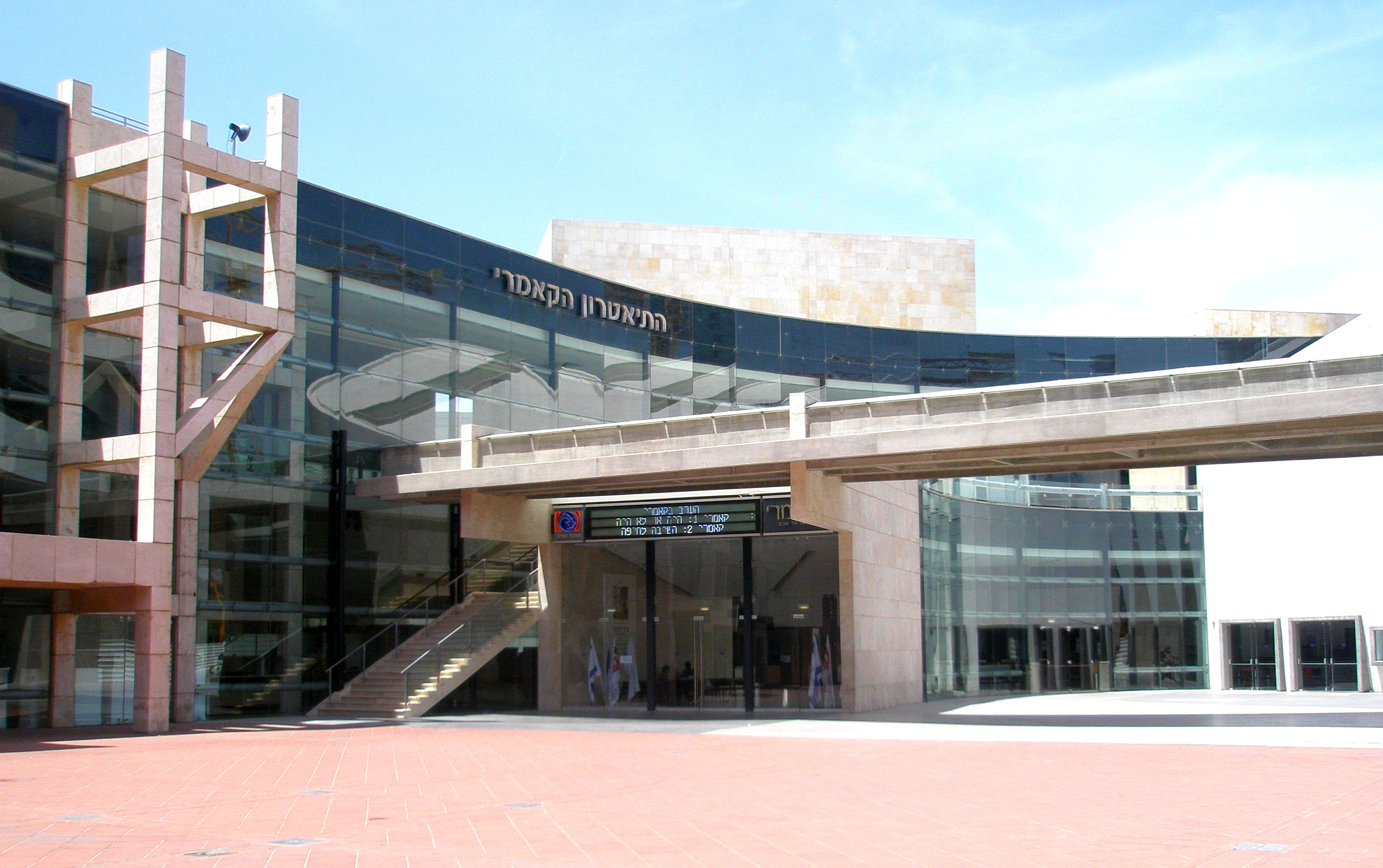